# Hubert Jabłoński
Hubert Jabłoński (ur. 19 grudnia 1997 w Giżycku) – polski piosenkarz, autor tekstów, członek boysbandu NEO.

## Życiorys
Urodził się 19 grudnia 1997 w Giżycku, a dorastał w Jagodnych Małych. Jest synem Marzanny Mikołajskiej-Jabłońskiej (ur. 1969) i Sylwestra Jabłońskiego (ur. 1971). Ma dwie siostry, Żanetę (ur. 1990) i Kingę (ur. 2010). Ukończył Szkołę Podstawową w Rydzewie, Gimnazjum nr 2 im. Chwały Oręża Polskiego w Giżycku, równolegle uczęszczał do Państwowej Szkoły Muzycznej I stopnia w Giżycku, kończąc naukę w drugiej klasie, następnie rozpoczął naukę w Zespole Szkół Kształtowania Środowiska i Agrobiznesu w Giżycku, na profilu Architektura Krajobrazu, lecz przerwał naukę w czwartej klasie, ze względu na działalność boysbandu NEO.

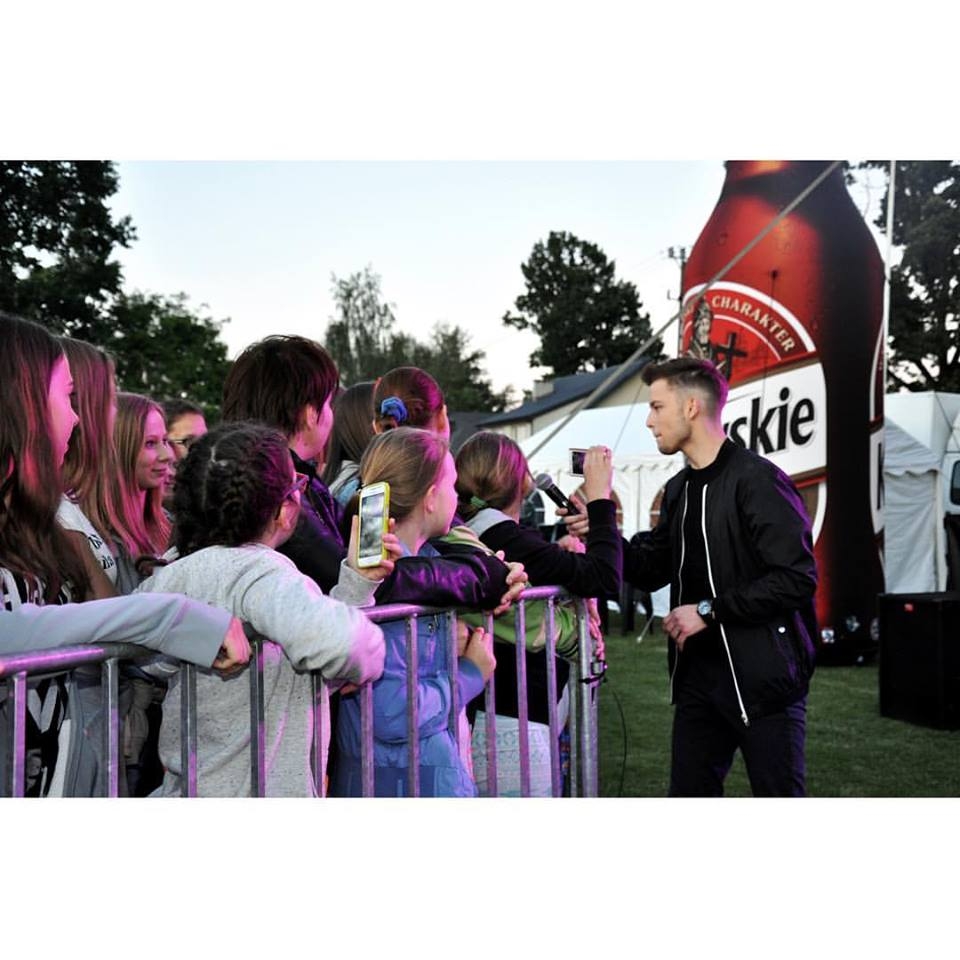
Jabłoński (2017)

W styczniu 2015 wziął udział w internetowych przesłuchaniach do dziewiątej edycji programu Must Be the Music. Tylko muzyka w telewizji Polsat. Wiosną tego samego roku podpisał kontrakt z wytwórnią IQ Art Music i został jednym z wokalistów boysbandu NEO. W międzyczasie nagrał solowy cover piosenki "Take You". 19 lutego 2016, nakładem wytwórni Warner Music Poland, z zespołem wydał album studyjny pt. Dreamers. 4 marca tego samego roku z pozostałymi członkami zespołu wziął udział w programie o adopcji psów Przygarnij mnie w TVP2, do którego nagrali tytułową piosenkę. We wrześniu 2016 był jednym z gości w jednym z odcinków programu Hell’s Kitchen. Piekielna kuchnia. Po zakończeniu trasy koncertowej w czerwcu 2017 zespół NEO oświadczył koniec działalności.
Jabłoński kontynuował karierę solową. 27 czerwca 2017 za pośrednictwem Universal Music Polska wydał singiel „Razem możemy”. 6 sierpnia 2019 wydał singiel „Pod prąd”.

## Dyskografia
Albumy studyjne
- Dreamers (2016; z NEO)

### Utwory
- 2017 – „Razem możemy”
- 2019 – „Pod prąd”
- 2019 – „Plan”